# Sadalmelik
Sadalmelik (arabisch سعد الملك, DMG Saʿd al-Malik ‚Glücksstern des Königs‘; altägyptisch Beges: „Hüfte des Riesen“) ist der Name des Sterns Alpha Aquarii (α Aqr) im Sternbild Wassermann.
Sadalmelik hat eine scheinbare Helligkeit von 2,96m. Er ist nach Parallaxen-Messungen der Raumsonde Gaia etwa 660 Lichtjahre von der Erde entfernt. Der im Jahr 2007 veröffentlichte, verbesserte Wert für die von der Vorgängersonde Hipparcos ermittelte Parallaxe ergibt eine geringere Entfernung des Sterns von etwa 524 Lichtjahren. Sadalmelik ist ein gelber Überriese der Spektralklasse G2 Ib und besitzt etwa den 60-fachen Durchmesser sowie die 3000-fache Leuchtkraft der Sonne.